# 47e congrès de la Confédération générale du travail
Le 47e congrès de la Confédération générale du travail a lieu du 24 au 28 mars 2003 à Montpellier.

## Contexte
En 2001, Lydia Brovelli quitte le Bureau confédéral (et la Commission exécutive) pour d'autres activités professionnelles et personnelles. Elle est remplacée par Michel Doneddu, issu de l'Ugict-Cgt.
Aux élections prud'homales de 2002, la CGT reste en tête avec 32,13 % des voix (-0,98 %) devant la CFDT (25,33 %).

## Renouvellement du bureau
Avec 10 membres, le bureau confédéral, de la CGT atteint le nombre le plus bas depuis 1945. La moyenne d'âge est (en 2003) de 44 ans. 3 nouveaux membres sont élus, un quatrième, Michel Doneddu nommé depuis 1999 en remplacement de Lydie Brovelli, est confirmé.
- Bernard Thibault, secrétaire général, 43 ans
- Francine Blanche, 48 ans, employée dans la métallurgie (Alsthom)
- Michel Doneddu, 52 ans, ingénieur (EDF)
- Maryse Dumas, 49 ans, cadre
- Frédérique Dupont, 39 ans, agent administrative communale (UD CGT du Val-de-Marne)
- Jacqueline Garcia, 42 ans, employée de commerce
- Alain Guinot, 52 ans, ouvrier imprimeur
- Maïté Lassalle, 38 ans, agent territorial
- Jean-Christophe Le Duigou, 52 ans, inspecteur des impôts
- Maurad Rahbi, 32 ans, ouvrier d'une entreprise textile des Ardennes (Célatex), dont l'action des salariés contre la fermeture a eu un retentissement national en l'an 2000[3].